# Old Harbor
Old Harbor es una ciudad ubicada en el borough de Isla Kodiak en el estado estadounidense de Alaska. En el Censo de 2010 tenía una población de 218 habitantes y una densidad poblacional de 3,17 personas por km².

## Geografía
Old Harbor se encuentra en las coordenadas 57°13′12″N 153°19′50″O / 57.22000, -153.33056. Según la Oficina del Censo de los Estados Unidos, Old Harbor tiene una superficie total de 68.69 km², de la cual 53.17 km² corresponden a tierra firme y (22.59%) 15.52 km² es agua.

## Demografía
Según el censo de 2010, había 218 personas residiendo en Old Harbor. La densidad de población era de 3,17 hab./km². De los 218 habitantes, Old Harbor estaba compuesto por el 11.01% blancos, el 0% eran afroamericanos, el 87.61% eran amerindios, el 0% eran asiáticos, el 0% eran isleños del Pacífico, el 0% eran de otras razas y el 1.38% pertenecían a dos o más razas. Del total de la población el 1.38% eran hispanos o latinos de cualquier raza.